# 本陣通
本陣通（ほんじんとおり）は、愛知県名古屋市中村区の地名。現行行政地名は本陣通2丁目から本陣通6丁目。住居表示未実施。

## 地理
名古屋市中村区北部に位置する。東は亀島一丁目、西は日比津町に接する。

## 歴史

### 町名の由来
日比津町の小字名「本陣前」「本陣東」と東西の幹線道路沿いの町であることによる。「本陣」の由来は、豊臣秀吉の小田原征伐の帰りに本陣を設けた場所であるという説と、織田信長の萱津の戦いにおける本陣跡であるという説があるという。

### 行政区画の変遷
- 1933年（昭和8年）7月1日 - 西区日比津町・稲葉地町の各一部により、同区本陣通として成立[1]。
- 1937年（昭和12年）10月1日 - 中村区成立に伴い、同区本陣通となる[1]。
- 1940年（昭和15年）
  - 5月1日 - 則武町字井深・字牛島・字向エの各一部が本陣通1丁目、則武町字小藪の一部が本陣通2丁目にそれぞれ編入される[4]。
  - 5月18日 - 以下の通り、則武町および日比津町の各一部を編入する[5]。
    - 本陣通1丁目に、則武町字向エ・字牛島・字井深・字亀島・字中田・字原寺の各一部を編入する[5]。
    - 本陣通2丁目に、則武町字中田・字原寺・字小藪・字大秋浦の各一部を編入する[5]。
    - 本陣通3丁目に、則武町字南栄前・字大秋浦・字茶ノ木畑・字小藪・字北浦・字十王・字栄前の各一部を編入する[5]。
    - 本陣通4丁目に、則武町字栄前・字十王および日比津町字平手・字上森末の各一部を編入する[5]。
- 1947年（昭和22年）
  - 5月20日 - 以下の通り、日比津町の一部を編入する[6]。
    - 本陣通4丁目に、日比津町字上森末・字下森末の各一部を編入する[6]。
    - 本陣通5丁目に、日比津町字上森末・字下森末・字本陣東・字小田・字本陣前・字東諏訪野・字南諏訪野・字中諏訪野・字河原屋敷の各一部を編入する[6]。

  - 9月1日 - 本陣通1丁目の一部が鷹羽町1丁目に編入される[6]。
- 1964年（昭和39年）1月10日 - 以下の通り、異同が実施される[7]。
  - 本陣通4丁目に、森田町2丁目の一部が編入される[7]。
  - 本陣通5丁目に、森田町3丁目の一部が編入される[7]。
  - 本陣通5丁目に、日比津町4丁目および諏訪町1丁目・3丁目の各一部が編入される[7]。
  - 本陣通6丁目が、菊水町1丁目の一部を編入する[7]。
  - 本陣通6丁目が、菊水町2丁目の一部を編入する[7]。
- 1969年（昭和44年）10月21日 - 本陣通1丁目・2丁目の各一部が井深町に、本陣通2丁目・3丁目の各一部が佐古前町にそれぞれ編入される[8]。
- 1974年（昭和49年）8月11日 - 本陣通1丁目・2丁目の各一部が、亀島一丁目に編入される[9]。
- 1985年（昭和60年）8月26日 - 本陣通3丁目の一部が十王町に、本陣通4丁目の一部が森田町1丁目にそれぞれ編入される[10]。

## 世帯数と人口
2019年（平成31年）2月1日現在の世帯数と人口は以下の通りである。
| 町丁   | 世帯数  | 人口    |
| ------ | ------- | ------- |
| 本陣通 | 774世帯 | 1,382人 |

### 人口の変遷
国勢調査による人口の推移
| 1950年（昭和25年） | 1,338人 | [ 11 ]    |  |
| 1955年（昭和30年） | 1,662人 | [ 11 ]    |  |
| 1960年（昭和35年） | 1,926人 | [ 12 ]    |  |
| 1965年（昭和40年） | 2,363人 | [ 12 ]    |  |
| 1970年（昭和45年） | 1,234人 | [ 13 ]    |  |
| 1975年（昭和50年） | 1,186人 | [ 13 ]    |  |
| 1980年（昭和55年） | 974人   | [ 14 ]    |  |
| 1985年（昭和60年） | 943人   | [ 14 ]    |  |
| 1990年（平成2年）  | 896人   | [ 15 ]    |  |
| 1995年（平成7年）  | 973人   | [ 16 ]    |  |
| 2000年（平成12年） | 1,033人 | [ WEB 6 ] |  |
| 2005年（平成17年） | 1,199人 | [ WEB 7 ] |  |
| 2010年（平成22年） | 1,353人 | [ WEB 8 ] |  |
| 2015年（平成27年） | 1,449人 | [ WEB 9 ] |  |

## 学区
市立小・中学校に通う場合、学校等は以下の通りとなる。また、公立高等学校に通う場合の学区は以下の通りとなる。なお、小・中学校は学校選択制度を導入しておらず、番毎で各学校に指定されている。
| 丁目        | 小学校                                                           | 中学校                                      | 高等学校 |
| ----------- | ---------------------------------------------------------------- | ------------------------------------------- | -------- |
| 本陣通2丁目 | 名古屋市立ほのか小学校                                           | 名古屋市立笈瀬中学校                        | 尾張学区 |
| 本陣通3丁目 | 名古屋市立ほのか小学校 名古屋市立豊臣小学校 名古屋市立諏訪小学校 | 名古屋市立笈瀬中学校 名古屋市立日比津中学校 | 尾張学区 |
| 本陣通4丁目 | 名古屋市立ほのか小学校 名古屋市立豊臣小学校 名古屋市立諏訪小学校 | 名古屋市立笈瀬中学校 名古屋市立日比津中学校 | 尾張学区 |
| 本陣通5丁目 | 名古屋市立ほのか小学校 名古屋市立豊臣小学校 名古屋市立諏訪小学校 | 名古屋市立笈瀬中学校 名古屋市立日比津中学校 | 尾張学区 |
| 本陣通6丁目 | 名古屋市立稲葉地小学校                                           | 名古屋市立豊正中学校                        | 尾張学区 |

## 交通
- 外堀通（愛知県道200号名古屋甚目寺線）[2]
- 名古屋市道鳥居線（鳥居通）
- 名古屋市営地下鉄東山線本陣駅[2]

## 施設
- 名古屋競輪場駐車場[2]
- 名古屋市立豊臣小学校[2]
- 八幡社[2]
- 名古屋豊公橋郵便局[3]
- 名古屋モスク

- 八幡社
- 名古屋豊公橋郵便局

## その他

### 日本郵便
- 郵便番号 : 453-0041[WEB 3]（集配局：中村郵便局[WEB 12]）。

### WEB
1. 1 2  “愛知県名古屋市中村区の町丁・字一覧”.   人口統計ラボ. 2016年2月12日閲覧。
2. 1 2  “町・丁目(大字)別、年齢(10歳階級)別公簿人口(全市・区別)”.   名古屋市 (2019年2月20日). 2019年2月20日閲覧。
3. 1 2  “郵便番号”.  日本郵便. 2019年2月10日閲覧。
4. ↑  “市外局番の一覧”.   総務省. 2019年1月6日閲覧。
5. ↑  名古屋市役所市民経済局地域振興部住民課町名表示係 (2015年10月21日). “中村区の町名一覧”.   名古屋市. 2016年1月29日閲覧。
6. ↑  名古屋市役所総務局企画部統計課統計係 (2005年7月1日). “（刊行物）名古屋の町(大字)・丁目別人口 (平成12年国勢調査) (5)中村区(第1表から第3表)” (xls). 2015年10月16日閲覧。
7. ↑  名古屋市役所総務局企画部統計課統計係 (2007年6月27日). “（刊行物）名古屋の町(大字)・丁目別人口 (平成17年国勢調査) (5)中村区(第1表から第3表）” (xls). 2015年10月15日閲覧。
8. ↑  名古屋市役所総務局企画部統計課統計係 (2012年4月22日). “（刊行物）名古屋の町(大字)・丁目別人口 (平成22年国勢調査) (5)中村区(第1表から第3表）” (xls). 2015年10月15日閲覧。
9. ↑  名古屋市役所総務局企画部統計課統計係 (2016年3月31日). “（刊行物）名古屋の町(大字)・丁目別人口 (平成27年国勢調査) (5)中村区(第1表から第3表）” (xls). 2016年7月28日閲覧。
10. ↑  “市立小・中学校の通学区域一覧”.   名古屋市 (2018年11月10日). 2019年1月14日閲覧。
11. ↑  “平成29年度以降の愛知県公立高等学校（全日制課程）入学者選抜における通学区域並びに群及びグループ分け案について”.   愛知県教育委員会 (2015年2月16日). 2019年1月14日閲覧。
12. ↑  郵便番号簿 平成29年度版 - 日本郵便. 2019年02月26日閲覧 (PDF)

### 書籍
1. 1 2 3  名古屋市計画局 1992, p. 773.
2. 1 2 3 4 5 6 7  「角川日本地名大辞典」編纂委員会 1989, p. 1501.

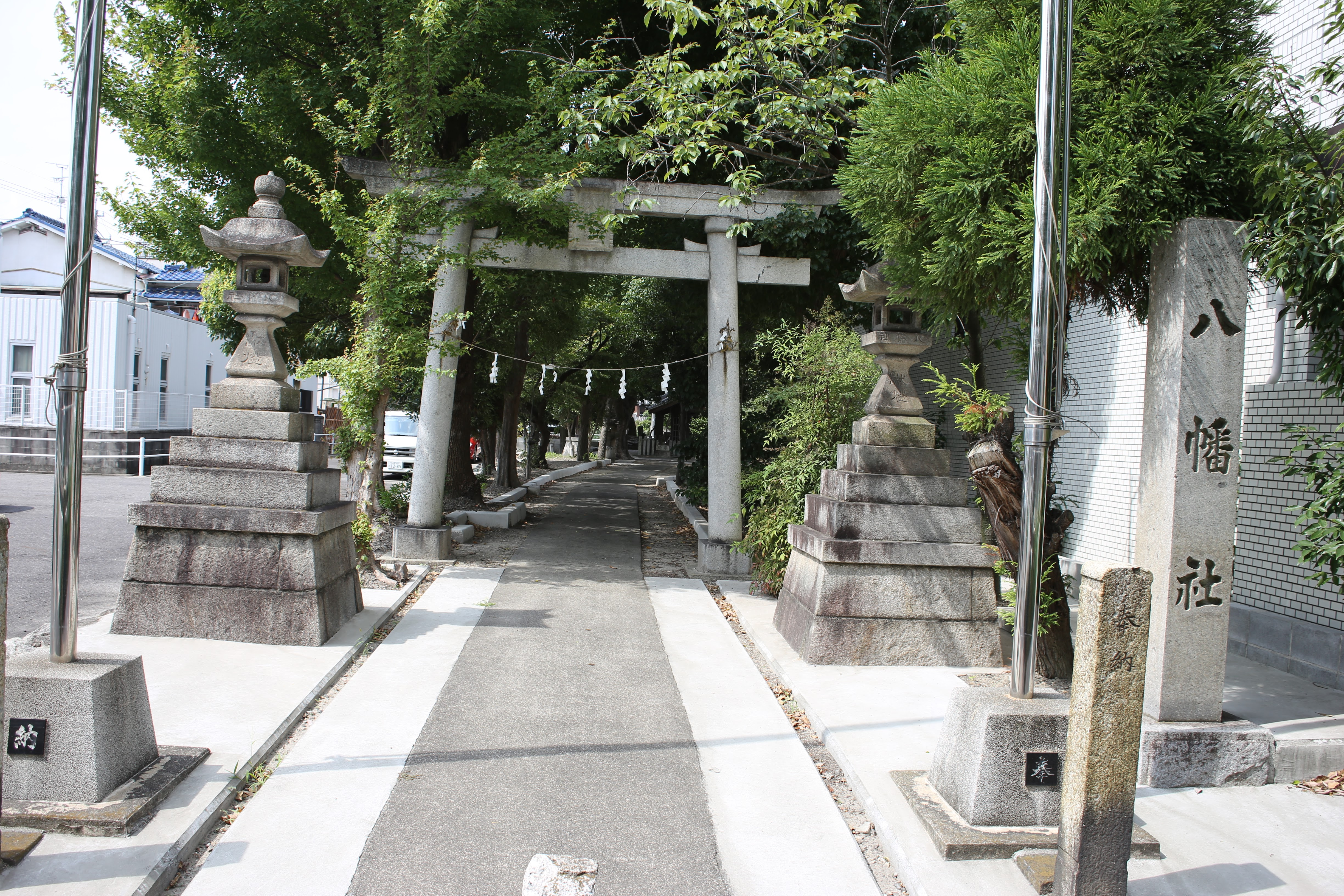
八幡社
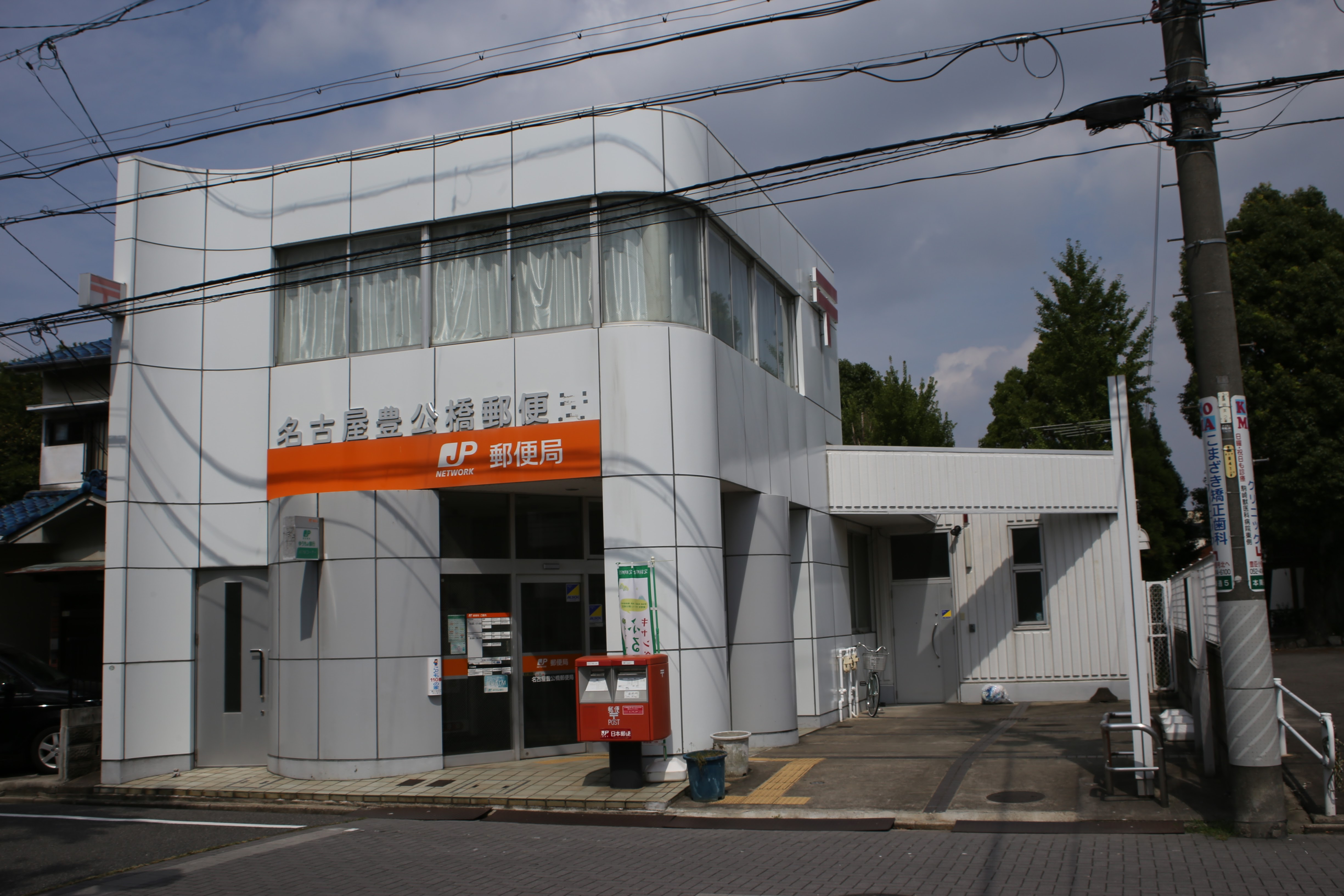
名古屋豊公橋郵便局

3. 1 2 3  名古屋市計画局 1992, p. 277.
4. ↑  中村区制施行50周年記念事業実行委員会記念誌編集委員会 1987, p. 436.
5. 1 2 3 4 5  中村区制施行50周年記念事業実行委員会記念誌編集委員会 1987, p. 437.
6. 1 2 3 4  中村区制施行50周年記念事業実行委員会記念誌編集委員会 1987, p. 439.
7. 1 2 3 4 5 6  中村区制施行50周年記念事業実行委員会記念誌編集委員会 1987, p. 442.
8. ↑  中村区制施行50周年記念事業実行委員会記念誌編集委員会 1987, pp. 442–443.
9. ↑  中村区制施行50周年記念事業実行委員会記念誌編集委員会 1987, p. 443.
10. ↑  中村区制施行50周年記念事業実行委員会記念誌編集委員会 1987, p. 444.
11. 1 2  名古屋市総務局企画室統計課 1957, p. 78.
12. 1 2  名古屋市総務局企画部統計課 1967, p. 72・73.
13. 1 2  名古屋市総務局統計課 1977, p. 46・47.
14. 1 2  名古屋市総務局統計課 1986, p. 45・46・47・48.
15. ↑  名古屋市総務局企画部統計課 1991, p. 30.
16. ↑  名古屋市総務局企画部統計課 1996, p. 72.

### 統計資料
- 名古屋市総務局企画室統計課 編『昭和31年版 名古屋市統計年鑑』名古屋市、1957年。
- 名古屋市総務局企画部統計課 編『昭和41年版 名古屋市統計年鑑』名古屋市、1967年。
- 名古屋市総務局統計課 編『昭和51年版 名古屋市統計年鑑』名古屋市、1977年。
- 名古屋市総務局統計課 編『昭和60年国勢調査 名古屋の町・丁目別人口（昭和60年10月1日現在）』名古屋市役所、1986年。
- 名古屋市総務局企画部統計課 編『平成2年国勢調査 名古屋の町（大字）別・年齢別人口（平成2年10月1日現在）』名古屋市役所、1994年。
- 名古屋市総務局企画部統計課 編『平成7年国勢調査 名古屋の町（大字）・丁目別人口（平成7年10月1日現在）』名古屋市役所、1996年。